# Opolno Zdrój (gmina)

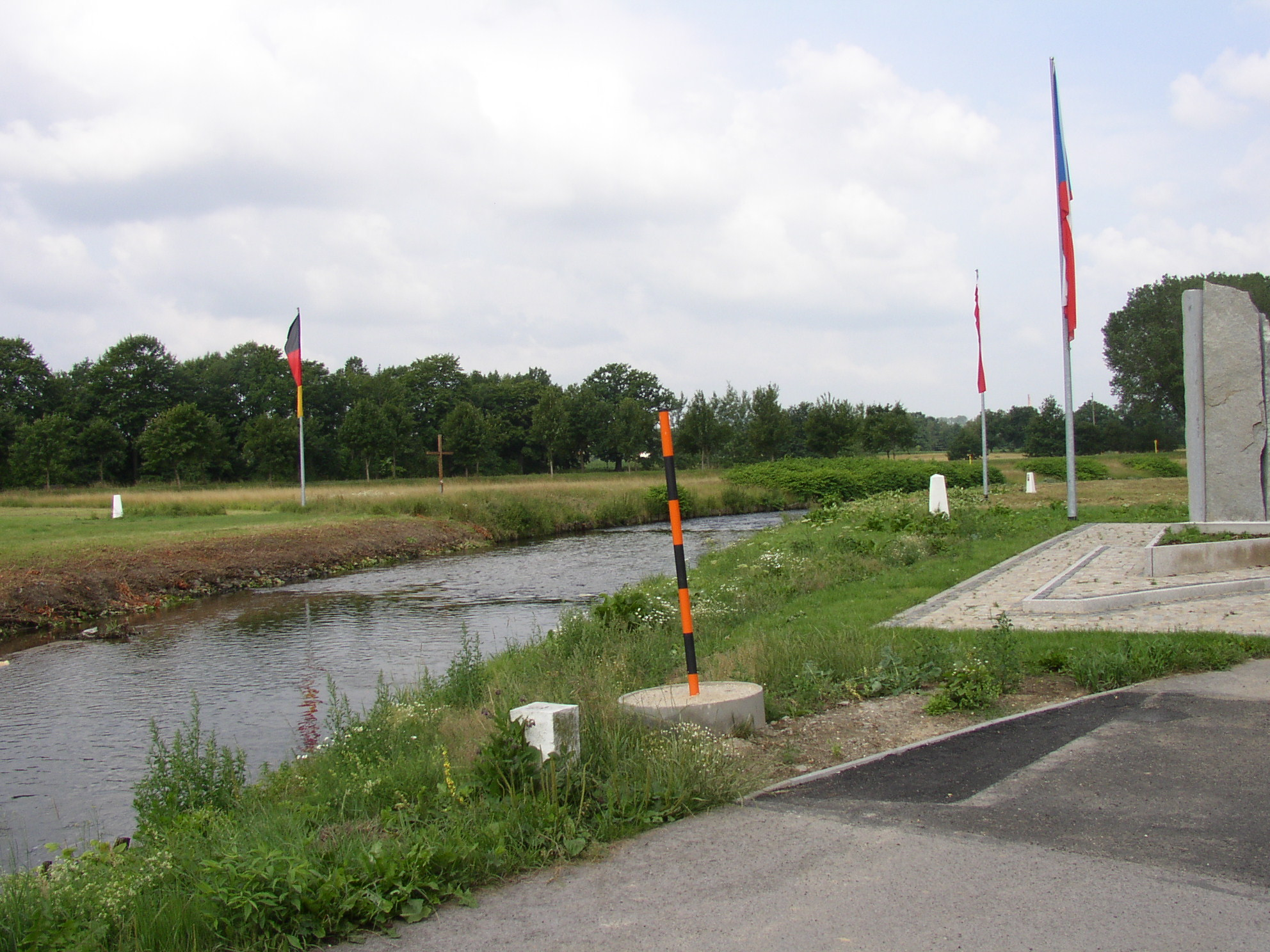
Trójstyk koło Porajowa

Opolno Zdrój (1945-1947 Opolówka) – dawna gmina wiejska istniejąca w latach 1945–1954 w woj. wrocławskim (dzisiejsze woj. dolnośląskie), w tzw. Worku Turoszowskim. Siedzibą władz gminy było Opolno Zdrój (obecna pisownia Opolno-Zdrój).
Gmina Opolówka powstała po II wojnie światowej na terenie tzw. Ziem Odzyskanych (tzw. II okręg administracyjny – Dolny Śląsk). 28 czerwca 1946 gmina – jako jednostka administracyjna powiatu zgorzeleckiego – weszła w skład nowo utworzonego woj. wrocławskiego.
Według stanu z 1 lipca 1952 gmina składała się z 11 gromad: Białopole, Biedrzychowice Górne, Jasna Góra, Kopaczów, Markocice, Nadrzecze, Opolno Zdrój, Porajów, Rybarzowice, Sieniawka i Turoszów. Gmina została zniesiona 29 września 1954 wraz z reformą wprowadzającą gromady w miejsce gmin. Jednostki nie przywrócono 1 stycznia 1973 wraz z kolejną reformą reaktywującą gminy.